# Cylindromyia lavinia
Cylindromyia lavinia är en tvåvingeart som beskrevs av Charles Howard Curran 1934. Cylindromyia lavinia ingår i släktet Cylindromyia och familjen parasitflugor. Inga underarter finns listade i Catalogue of Life.